# Борна Баришић
Борна Баришић (Осијек, 10. новембар 1992), хрватски фудбалер који игра на позицији левог бека за шкотски Рејнџерс и репрезентацију Хрватске. Пре него што је отишао у Шкотску, играо је за Осијек у Првој лиги Хрватске.

## Клупска каријера
Баришић је рођен у Осијеку. Његов отац, Стипе Баришић Мољац, потиче из Галечића, док му мајка Верица потиче из Стражбенице. Придружио се академији Осијека 2003. године и ту је провео осам година. Након што није успео да избори место у првом тиму, прешао је у оближњи БСК Бијело Брдо.

### Осијек
Након само једне сезоне с Бијелим Брдом, Баришић се вратио у Осијек. У својој првој сезони с првим тимом, Баришић је забележио 23 наступа у Првој лиги, а деби је имао 12. јула 2013. у поразу од Динама из Загреба (3 : 1). Први гол за Осијек дао је 4. априла 2014. против Локомотиве. Те сезоне, Осијек је завршио на осом месту. Следеће сезоне, Баришић је одиграо 28 утакмица и успео је постићи један гол и асистирати два пута док се клуб борио за опстанак у лиги.

### Динамо Загреб и Локомотива
Иако клубу није ишло најбоље, Баришићеве игре за Осијек привукле су пажњу тадашњем шампиону Динаму да га ангажује. За нови клуб је први пут наступио против свог бившег клуба, Осијека, 19. јула 2015. Међутим, касније је одлучено да Баришић буде послат на позајмицу у загребачку Локомотиву. Тамо је Баришић забележио 19 лигашких наступа с две асистенције.

### Поновни повратак у Осијек
С новим власником, Осијек је успео да убеди Баришића да се по други пут врати у клуб. Дебитовао је за Осијек, по други пут, 23. јула 2016. у победи од 2 : 0 над Интером из Запрешића. Сакупио је укупно 32 наступа у лиги, постигао је један гол и седам пута асистирао. Осијек је на крају завршио на четвртком месту што је био његов најбољи лигашки пласман у последњих 10 година.
Током лета 2017, Баришић је привукао пажњу украјинског Динама из Кијева. Иако је договорио личне услове с Украјинцима, у последњим тренуцима, кијевски Динамо се одлучио за Јосипа Пиварића из загребачког Динама. У интервјуу за Спортске новости, Баришић је јавно оптужио Загребчане да су му саботирали трансфер.
У трећем колу квалификација за Лигу Европе 2017/18, Баришић је дао гол из пенала у победи од 1 : 0 у гостима над ПСВ-ом из Ајндховена. Осијек је касније успео и да избаци ПСВ из такмичења. На крају поменуте сезоне, Осијек је опет завршио на четвртом месту, а Баришић је имао учинак од 22 лигашка наступа, једног гола и четири асистенције.

### Рејнџерс
Дана 7. августа 2018, Баришић је потписао уговор на четири године са шкотским Рејнџерсом у трансферу вредном од око 2,5 милиона евра.
Током прве сезоне у новом клубу мучила га је повреда. Већ следеће сезоне, постао је стартер код новог тренера Рејнџерса Стивена Џерарда, а 29. децембра 2019. успео је асистирао код оба гола у победи од 2 : 1 над Селтиком. То је била прва победа за Рејџерсе на Селтик парку још од 2010. Дана 30. јануара 2020, потписао је нови уговр са клубом из Глазгова који је продужио сарадњу до 2024. Месец дана касније, одиграо је стоту утакмицу за шкотски клуб.

## Репрезентативна каријера
Деби за хрватски национални тим имао је 11. јануара 2017. на пријатељској утакмици против Чилеа. У мају 2018, нашао се на проширеном списку хрватске репрезентације за Светско првенство 2018. у Русији. Међутим, није се изборио да буде један од 23 играча која су наступала на том Мундијалу за Ватрене.
Први гол за репрезентацију постигао је 21. марта 2019. на домаћем терену у квалификацијама за Првенство Европе 2020. против Азербејџана (2 : 1). До краја квалификација, учврстио је своје место у почетних 11.
Био је део селекције Хрватске која је наступала на Европском првенству 2020.

## Статистике

### У клубу
Ажурирано 2. маја 2021.
| Клуб                   | Сезона    | Првенство           | Првенство | Првенство | Куп     | Куп    | Лига куп | Лига куп | Европа  | Европа | Укупно  | Укупно |
| Клуб                   | Сезона    | Дивизија            | Наступи   | Голови    | Наступи | Голови | Наступи  | Голови   | Наступи | Голови | Наступи | Голови |
| ---------------------- | --------- | ------------------- | --------- | --------- | ------- | ------ | -------- | -------- | ------- | ------ | ------- | ------ |
| Осијек                 | 2013/14.  | Прва лига Хрватске  | 21        | 2         | 1       | 0      | —        | —        | —       | —      | 22      | 2      |
| Осијек                 | 2014/15.  | Прва лига Хрватске  | 28        | 1         | 0       | 0      | —        | —        | —       | —      | 28      | 1      |
| Осијек                 | Укупно    | Укупно              | 49        | 3         | 1       | 0      | —        | —        | —       | —      | 50      | 3      |
| Динамо Загреб          | 2015/16.  | Прва лига Хрватске  | 1         | 0         | 0       | 0      | —        | —        | 0       | 0      | 1       | 0      |
| Локомотива (позајмица) | 2015/16.  | Прва лига Хрватске  | 19        | 0         | 1       | 0      | —        | —        | 0       | 0      | 20      | 0      |
| Осијек                 | 2016/17.  | Прва лига Хрватске  | 32        | 1         | 4       | 0      | —        | —        | —       | —      | 36      | 1      |
| Осијек                 | 2017/18.  | Прва лига Хрватске  | 22        | 1         | 1       | 0      | —        | —        | 8       | 2      | 31      | 3      |
| Осијек                 | 2018/19.  | Прва лига Хрватске  | 1         | 0         | 0       | 0      | —        | —        | 4       | 1      | 5       | 1      |
| Осијек                 | Укупно    | Укупно              | 55        | 2         | 5       | 0      | —        | —        | 12      | 3      | 72      | 5      |
| Рејнџерс               | 2018/19.  | Шкотски премијершип | 16        | 0         | 3       | 0      | 1        | 0        | 2       | 0      | 22      | 0      |
| Рејнџерс               | 2019/20.  | Шкотски премијершип | 22        | 2         | 2       | 0      | 3        | 0        | 13      | 0      | 40      | 2      |
| Рејнџерс               | 2020/21.  | Шкотски премијершип | 33        | 1         | 2       | 0      | 2        | 1        | 13      | 3      | 50      | 5      |
| Рејнџерс               | Укупно    | Укупно              | 71        | 3         | 7       | 0      | 6        | 1        | 28      | 3      | 112     | 7      |
| Свеукупно              | Свеукупно | Свеукупно           | 195       | 8         | 14      | 0      | 6        | 1        | 40      | 6      | 254     | 15     |

1. ↑  Укључујући наступе у Купу Хрватске и Купу  Шкотске.
2. ↑  Укључујући наступе у Лига купу Шкотске.
3. 1 2 3 4 5  Укљујући утакмице у Лиги Европе.

### У репрезентацији
Ажурирано 1. јуна 2021.
| Репрезентација | Година | Наступи | Голови |
| -------------- | ------ | ------- | ------ |
| Хрватска       | 2017.  | 3       | 0      |
| Хрватска       | 2018.  | 1       | 0      |
| Хрватска       | 2019.  | 8       | 1      |
| Хрватска       | 2020.  | 3       | 0      |
| Хрватска       | 2021.  | 4       | 0      |
| Укупно         | Укупно | 19      | 1      |

Голови и резултати Хрватске наведени су на првом месту, колона „гол” означава резултат након Баришићевог гола.
| Бр. | Датум          | Стадион                    | Бр. утакмице | Противник  | Гол   | Резултат | Такмичење                                          |
| --- | -------------- | -------------------------- | ------------ | ---------- | ----- | -------- | -------------------------------------------------- |
| 1   | 21. март 2019. | Максимир, Загреб, Хрватска | 5            | Азербејџан | 1 : 1 | 2 : 1    | Квалификације за Европско првенство 2020 — група Е |

## Успеси
Динамо Загреб
- Прва лига Хрватске: 2015/16.

Рејнџерс
- Шкотски премијершип: 2020/21.[15]

Појединачни
- Шкотски тим године у избору играча: Шкотски премијершип 2020/21.[16]